# سام ماكان
سام ماكان (بالإنجليزية: Sam McCann)‏ هو سياسي أمريكي، ولد في 4 نوفمبر 1969 في ويست هاملين في الولايات المتحدة. حزبياً، نشط في الحزب الجمهوري.

## وصلات خارجية
- الموقع الرسمي